# Mount Soyat
Mount Soyat är ett berg i Antarktis. Det ligger i Västantarktis. Inget land gör anspråk på området. Toppen på Mount Soyat är 2 150 meter över havet.
Terrängen runt Mount Soyat är kuperad åt nordost, men åt sydväst är den platt. Trakten är obefolkad. Det finns inga samhällen i närheten.